# Simon Wright

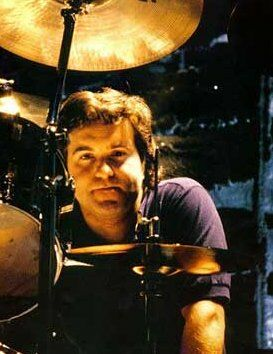
Simon Wright (1988)

Simon Wright (* 19. Juni 1963 in Alden nahe Manchester, England) ist ein britischer Musiker. Er war unter anderem von 1983 bis 1990 Schlagzeuger der australischen Hardrock-Band AC/DC. Außerdem spielte er in der Heavy-Metal-Band Dio.

## Werdegang
Wright wurde nach Phil Rudds Ausstieg bei AC/DC aus Hunderten von Bewerbern als neuer Schlagzeuger ausgewählt, nachdem er sich auf eine Anzeige „Drummer wanted“ im Melody Maker meldete. Sein Tour-Debüt gab er auf der Flick-of-the-Switch-Tour, die von Oktober bis Dezember 1983 durch die USA führte.
Er spielte bei AC/DC Sonor Phonic Plus Drums.
Anfang 1990 verließ Wright AC/DC und schloss sich der Gruppe Dio an. Die Band wurde kurz darauf von Ronnie James Dio vorübergehend aufgelöst.
Später stieg Wright bei der US-amerikanischen Band Rhino Bucket ein, die einen mit AC/DC vergleichbaren Stil spielt.
Danach wurde er bei UFO als Schlagzeuger engagiert, spielte dort bis 1998. In diesem Jahr löste sich UFO wieder auf und Wright kam zu Dio zurück, wo er bis zur Auflösung der Band 2010 blieb.
Im Moment tourt er als Schlagzeuger der Solo-Band des Ex-Judas Priest- und Iced-Earth-Sängers Tim „Ripper“ Owens. Er spielte auch die Schlagzeug-Parts für einen großen Teil der Songs auf dem Owens Soloalbum Play my Game (2009) ein.

## Bands
- bis 1980 Tora Tora
- 1980–1981 A II Z
- 1982–1983 Tytan
- 1983–1990 AC/DC
- 1990–1991 Dio
- 1994–1995 Rhino Bucket
- 1995–1998 UFO
- 1998–2010 Dio
- 2009 Tim Ripper Owens
- seit 2011 Dio Disciples
- seit 2013 Geoff Tate’s Queensryche/ ab 2014 Namensänderung in Operation: Mindcrime
- seit 2013: Hellion

## Diskografie
aus der Zeit mit AC/DC
- 1985 Fly on the Wall
- 1986 Who Made Who
- 1988 Blow Up Your Video

aus der Zeit mit Dio
- 1990 Lock Up the Wolves
- 2000 Magica
- 2002 Killing the Dragon
- 2004 Master of the Moon

aus der Zeit mit Rhino Bucket
- 1994 PAIN
- 2007 PAIN & Suffering
- 2009 The Hardest Town

aus der Zeit mit John Norum
- 1996 Worlds Away

aus der Zeit mit Mogg/Way
- 1999 Chocolate Box

aus der Zeit mit Tim „Ripper“ Owens
- 2009 Play My Game

| Personendaten    | Personendaten                                                 |
| ---------------- | ------------------------------------------------------------- |
| NAME             | Wright, Simon                                                 |
| KURZBESCHREIBUNG | britischer Schlagzeuger der australischen Hardrock-Band AC/DC |
| GEBURTSDATUM     | 19. Juni 1963                                                 |
| GEBURTSORT       | Alden, Großbritannien                                         |